# Verbascum lobatum
Verbascum lobatum är en flenörtsväxtart som beskrevs av Hub.-mor.. Verbascum lobatum ingår i släktet kungsljus, och familjen flenörtsväxter. Inga underarter finns listade i Catalogue of Life.